# Tolpia albipuncta
Tolpia albipuncta là một loài bướm đêm trong họ Erebidae.